# AVCHD
AVCHD (Advanced Video Codec High Definition) è un formato di registrazione ad alta definizione introdotto nel maggio 2006 da Sony e Panasonic ed attualmente adottato anche da vari altri costruttori. Può essere usato in vari dispositivi di memorizzazione, inclusi i DVD da 8 cm, i dischi rigidi, e le schede di memoria.
Studiato appositamente per l'alta definizione, il formato si è affiancato in segmento consumer ad altri formati video per videocamere: l'HDV (HD) e il MiniDV (SD), divenendo ormai uno standard. Rispetto all'HDV, l'AVCHD ha un orientamento tape-less per registrare su vari supporti di registrazione e non su nastro.
AVCHD usa il codec video MPEG-4 AVC (H.264). Esso permette un'efficienza di compressione maggiore comparato con il codec MPEG-2 usato nelle videocamere HDV per catturare lo stesso video, riuscendo a mantenere quasi la stessa qualità. Ad oggi il bit/rate massimo offerto da AVCHD ha praticamente raggiunto quello dell'HDV (24 Mb/s contro 25 Mb/s).
Uno svantaggio della codifica AVCHD rispetto a quella HDV è la relativa complessità del codec, che si traduce in tempi di modifica e conversione video più lunghi. D'altro canto, un vantaggio della codifica AVCHD è che il trasferimento dei video da una videocamera al computer può avvenire tramite connessione USB a velocità elevate (5-30 MB/s), mentre le videocamere HDV tipicamente devono attuare il trasferimento alla velocità di riproduzione normale del video stesso (real-time, tipicamente 3,5 MB/s).
La risoluzione video raggiunge i 1920×1080i e 1920×1080p (PAR=1:1 DAR=16:9) rispetto ai 1440×1080i (PAR=1,33:1 DAR=16:9) dell'HDV. AVCHD supporta anche il formato progressivo 720p (1280×720p PAR 1:1 DAR=16:9).
L'audio può essere archiviato come non compresso (PCM lineare 7.1) o compresso (Dolby Digital AC3 5.1).
Inizialmente l'editing e la post produzione erano complesse o incompatibili con i normali programmi di gestione video, oggi molti programmi consentono di lavorare in AVCHD e il mercato si sta ulteriormente orientando ad esso.

## AVCHD PRO
Si tratta in questo caso di un'evoluzione del formato standard AVCHD. La versione pro registra direttamente sia schede di tipo P2 e su schede tipo SD. Il flusso video diventa meno compresso e il campionamento cromatico stabilito a 4:2:2, caratteristiche che hanno fatto la fortuna di alcune camere Panasonic, soprattutto nelle produzioni che necessitano di chroma key ed effetti elaborati.
Ulteriori caratteristiche del nuovo formato sono: 1080/60i, 1080/50i, 1080/30p, 1080/25p, 1080/24p nativo; 720/60p, 720/50p, 720/30p, 720/25p, 720/24p.

## AVCHD Lite
Panasonic insieme a Sony ha presentato questo nuovo formato nel 2009 con un livello di compressione maggiore dedicato alle fotocamere. Sarà riproducibile solo su lettori  Blu-ray e DVD certificati AVCHD.
Queste sono le aziende socie dello standard: Adobe, Apple, Ateme, ArcSoft, Avid Technology, Buffalo, Canon, Canopus, Chaina Hualu Group, Corel, CyberLink Corporation, DigiOn, D&M Holdings, Focus Enhancements, Funai, I-O Data device, Roland Corporation, Magix, Micro-Star, MainConcept AG, Nero AG, NEC, Pegasys, Pinnacle Systems, Pioneer, Pixela, Plannet, Renesas Technology Corp., Samsung, Sharp, Techno Mathematical, Ulead Systems, JVC, VideACE, WERFT22 AG e Yamaha.

## Specifiche Tecniche
| Video                                       | Video                                                                                            | Video                                                                                            | Video                                                                                            | Video                                                                                            |
| ------------------------------------------- | ------------------------------------------------------------------------------------------------ | ------------------------------------------------------------------------------------------------ | ------------------------------------------------------------------------------------------------ | ------------------------------------------------------------------------------------------------ |
| Sottotipo                                   | Alta Definizione (AVCHD-HD)                                                                      | Alta Definizione (AVCHD-HD)                                                                      | Definizione Standard (AVCHD-SD)                                                                  | Definizione Standard (AVCHD-SD)                                                                  |
| Dimensione Frame in pixels                  | 1920×1080 1440×1080                                                                              | 1280 x 720                                                                                       | 720×480                                                                                          | 720×576                                                                                          |
| Frame rate                                  | 29.97, interlacciato 25, interlacciato 23.976, progressivo                                       | 59.94, progressivo 50, progressivo 23.976, progressivo                                           | 29.97, interlacciato                                                                             | 25, interlacciato                                                                                |
| Frame aspect ratio                          | 16:9                                                                                             | 16:9                                                                                             | 4:3, 16:9                                                                                        | 4:3, 16:9                                                                                        |
| Compressione Video                          | MPEG-4 AVC/H.264                                                                                 | MPEG-4 AVC/H.264                                                                                 | MPEG-4 AVC/H.264                                                                                 | MPEG-4 AVC/H.264                                                                                 |
| Frequenza Campionamento Luminanza           | 74.25 MHz 55.7 MHz                                                                               | 74.25 MHz                                                                                        | 13.5 MHz                                                                                         | 13.5 MHz                                                                                         |
| Formato sottocampionamento della crominanza | 4:2:0                                                                                            | 4:2:0                                                                                            | 4:2:0                                                                                            | 4:2:0                                                                                            |
| Quantizzazione                              | 8 bit (sia per luminanza e crominanza)                                                           | 8 bit (sia per luminanza e crominanza)                                                           | 8 bit (sia per luminanza e crominanza)                                                           | 8 bit (sia per luminanza e crominanza)                                                           |
| Audio (Dolby Digital)                       |                                                                                                  |                                                                                                  |                                                                                                  |                                                                                                  |
| Compressione AC-3                           | Dolby Digital (AC-3)                                                                             | Dolby Digital (AC-3)                                                                             | Dolby Digital (AC-3)                                                                             | Dolby Digital (AC-3)                                                                             |
| Numero Canali AC-3                          | 1-5.1 canali                                                                                     | 1-5.1 canali                                                                                     | 1-5.1 canali                                                                                     | 1-5.1 canali                                                                                     |
| Velocità compressione AC-3                  | 64 to 640 kbit/s                                                                                 | 64 to 640 kbit/s                                                                                 | 64 to 640 kbit/s                                                                                 | 64 to 640 kbit/s                                                                                 |
| Audio (PCM)                                 |                                                                                                  |                                                                                                  |                                                                                                  |                                                                                                  |
| PCM lineare                                 | PCM audio non compresso                                                                          | PCM audio non compresso                                                                          | PCM audio non compresso                                                                          | PCM audio non compresso                                                                          |
| Numero Canali PCM                           | 1-7.1 canali                                                                                     | 1-7.1 canali                                                                                     | 1-7.1 canali                                                                                     | 1-7.1 canali                                                                                     |
| PCM bitrate                                 | 1.5 Mbit/s (2 channels)                                                                          | 1.5 Mbit/s (2 channels)                                                                          | 1.5 Mbit/s (2 channels)                                                                          | 1.5 Mbit/s (2 channels)                                                                          |
| System                                      |                                                                                                  |                                                                                                  |                                                                                                  |                                                                                                  |
| Tipo Stream dati                            | MPEG transport stream                                                                            | MPEG transport stream                                                                            | MPEG transport stream                                                                            | MPEG transport stream                                                                            |
| Velocità dati sistema                       | fino a 18 Mbit/s (DVD media) fino 24 Mbit/s (su tutti gli altri media)                           | fino a 18 Mbit/s (DVD media) fino 24 Mbit/s (su tutti gli altri media)                           | fino a 18 Mbit/s (DVD media) fino 24 Mbit/s (su tutti gli altri media)                           | fino a 18 Mbit/s (DVD media) fino 24 Mbit/s (su tutti gli altri media)                           |
| Estensione file (in generale)               | mts (su camcorder), m2ts (dopo aver importato sul computer)                                      | mts (su camcorder), m2ts (dopo aver importato sul computer)                                      | mts (su camcorder), m2ts (dopo aver importato sul computer)                                      | mts (su camcorder), m2ts (dopo aver importato sul computer)                                      |
| Media                                       | 8 cm media ottico (DVD) SD/SDHC Memory Card "Memory Stick" Hard-disk interno o Memory Card Media | 8 cm media ottico (DVD) SD/SDHC Memory Card "Memory Stick" Hard-disk interno o Memory Card Media | 8 cm media ottico (DVD) SD/SDHC Memory Card "Memory Stick" Hard-disk interno o Memory Card Media | 8 cm media ottico (DVD) SD/SDHC Memory Card "Memory Stick" Hard-disk interno o Memory Card Media |

### Addendum specifiche tecniche (AVCHD 2.0)
AVCHD 2.0 aggiunge il supporto per le seguenti modalità di registrazione:
| Video                                       | Video                                                                   | Video                                                                   | Video                                                                   | Video                                                                   |
| ------------------------------------------- | ----------------------------------------------------------------------- | ----------------------------------------------------------------------- | ----------------------------------------------------------------------- | ----------------------------------------------------------------------- |
| Subtype                                     | AVCHD Progressivo                                                       | AVCHD Progressivo                                                       | AVCHD 3D (stereoscopico)                                                | AVCHD 3D (stereoscopico)                                                |
| Frame size in pixels                        | 1440×1080                                                               | 1920×1080                                                               | 1280 x 720                                                              | 1920×1080                                                               |
| Frame rate                                  | 59.94, progressivo 50, progressivo                                      | 59.94, progressivo 50, progressivo                                      | 59.94, progressivo 50, progressivo                                      | 23.976, progressivo 25, interlacciato 29.97, interlacciato              |
| Frame aspect ratio                          | 16:9                                                                    | 16:9                                                                    | 16:9                                                                    | 16:9                                                                    |
| Compressione Video                          | MPEG-4 AVC/H.264                                                        | MPEG-4 AVC/H.264                                                        | MPEG-4 AVC/H.264                                                        | MPEG-4 AVC/H.264                                                        |
| Frequenza campionamento luminanza           | 111.4 MHz                                                               | 148.5 MHz                                                               | 74.25 MHz                                                               | 74.25 MHz                                                               |
| Formato sottocampionamento della crominanza | 4:2:0                                                                   | 4:2:0                                                                   | 4:2:0                                                                   | 4:2:0                                                                   |
| Quantizzazione                              | 8 bit (sia luminanza che crominanza)                                    | 8 bit (sia luminanza che crominanza)                                    | 8 bit (sia luminanza che crominanza)                                    | 8 bit (sia luminanza che crominanza)                                    |
| Audio (Dolby Digital)                       |                                                                         |                                                                         |                                                                         |                                                                         |
| Compressione AC-3 Compression               | Dolby Digital (AC-3)                                                    | Dolby Digital (AC-3)                                                    | Dolby Digital (AC-3)                                                    | Dolby Digital (AC-3)                                                    |
| Modalità canali AC-3                        | 1-5.1 canali                                                            | 1-5.1 canali                                                            | 1-5.1 canali                                                            | 1-5.1 canali                                                            |
| AC-3 velocità bitstream di compressione     | 64 fino a 640 kbit/s                                                    | 64 fino a 640 kbit/s                                                    | 64 fino a 640 kbit/s                                                    | 64 fino a 640 kbit/s                                                    |
| Audio (PCM)                                 |                                                                         |                                                                         |                                                                         |                                                                         |
| PCM lineare                                 | PCM audio non compresso                                                 | PCM audio non compresso                                                 | PCM audio non compresso                                                 | PCM audio non compresso                                                 |
| modalità canali PCM                         | 1-7.1 canali                                                            | 1-7.1 canali                                                            | 1-7.1 canali                                                            | 1-7.1 canali                                                            |
| PCM bitrate                                 | 1.5 Mbit/s (2 channels)                                                 | 1.5 Mbit/s (2 channels)                                                 | 1.5 Mbit/s (2 channels)                                                 | 1.5 Mbit/s (2 channels)                                                 |
| System                                      |                                                                         |                                                                         |                                                                         |                                                                         |
| Tipo Stream di dati                         | MPEG transport stream                                                   | MPEG transport stream                                                   | MPEG transport stream                                                   | MPEG transport stream                                                   |
| Velocità dati Sistema                       | fino a 28 Mbit/s                                                        | fino a 28 Mbit/s                                                        | fino a 28 Mbit/s                                                        | fino a 28 Mbit/s                                                        |
| Estensione file (in generale)               | mts (su camcorder), m2ts (dopo l'importazione su computer)              | mts (su camcorder), m2ts (dopo l'importazione su computer)              | mts (su camcorder), m2ts (dopo l'importazione su computer)              | mts (su camcorder), m2ts (dopo l'importazione su computer)              |
| Media                                       | SD/SDHC/SDXC Memory Card "Memory Stick" Hard-disk interno o flash Media | SD/SDHC/SDXC Memory Card "Memory Stick" Hard-disk interno o flash Media | SD/SDHC/SDXC Memory Card "Memory Stick" Hard-disk interno o flash Media | SD/SDHC/SDXC Memory Card "Memory Stick" Hard-disk interno o flash Media |